# Cytinus hypocistis
Cytinus hypocistis o margarida, margarideta, mamelló, frare d'estepa és una espècie de planta paràsita que és pol·linitzada per les formigues, de la família Cytinaceae. Es troba principalment en zones litorals del mar Mediterrani, i és l'espècie tipus pel gènere Cytinus.
Planta herbàcia de tija carnosa, alta de 4 a 10 cm, amb esquames oblongues imbricades i amb un raïm terminal dens, de flors vermelloses o groguenques, masculines les superiors i femenines les inferiors. Creix vora les estepes, les quals parasita.

## Noms Comuns
- Hipocístide, citinet, filosa, filoseta, magraneta, margalida, margalideta, marmelló, gerreta de mel, frare d'estepa, rabassot, estopissot[6]